# Quo Vadis (film, 1951)
Quo Vadis är en amerikansk episk film i technicolor från 1951, i regi av Mervyn LeRoy. Filmen är baserad på Henryk Sienkiewicz roman Quo Vadis? från 1895. I huvudrollerna ses Robert Taylor, Deborah Kerr, Leo Genn och Peter Ustinov.
Filmen nominerades till åtta Oscars.

## Rollista i urval
- Robert Taylor - Marcus Vinicius
- Deborah Kerr - Lygia
- Leo Genn - Petronius
- Peter Ustinov - Nero
- Patricia Laffan - Poppaea
- Finlay Currie - Petrus
- Abraham Sofaer - Paulus
- Marina Berti - Eunice
- Buddy Baer - Ursus
- Felix Aylmer - Plautius
- Nora Swinburne - Pomponia
- Ralph Truman - Tigellinus
- Norman Wooland - Nerva
- Peter Miles - Nazarius
- Geoffrey Dunn - Terpnos
- Nicholas Hannen - Seneca
- D. A. Clarke-Smith - Phaon
- Rosalie Crutchley - Acte
- John Ruddock - Chilo
- Arthur Walge - Croton
- Elspeth March - Miriam
- Strelsa Brown - Rufia
- Alfredo Varelli - Lucan
- Roberto Ottaviano - Flavius
- William Tubbs - Anaxander
- Pietro Tordi - Galba
- Clelia Matania - Parmenida